# George Wendt
George Wendt (n. 17 octombrie 1948, Chicago, Illinois, SUA – d. 20 mai 2025, Los Angeles, California, SUA) a fost un actor american de film și televiziune.

## Filmografie
- Airplane II: The Sequel (1982) (Nem.)
- Cheers (1982–1993)
- Dreamscape (1984)
- Thief of Hearts (1984)
- No Small Affair (1984)
- Fletch (Fletch detectivul, 1985)
- House (1986)
- Gung Ho (1986)
- Plain Clothes (1988)
- The Earth Day Special (1990)
- Guilty by Suspicion (1991)
- Forever Young (Pururea tânăr, 1992)
- The Little Rascals (1994)
- Man of the House (1995)
- The Lovemaster (1997)
- Dennis the Menace Strikes Again (1998)
- Santa Baby (Fiica lui Moș Crăciun, 2006)
- Santa Buddies (2009)
- Portlandia (2013)
- Kirstie (2014)